# III legislatura del Regno di Sardegna
La III legislatura del Regno di Sardegna ebbe inizio il 30 luglio 1849 e si concluse il 20 novembre 1849.

## Elezioni
Il r.d. n. 921 del 30 giugno 1849 indiceva le elezioni generali per la Camera dei Deputati per i giorni 15 e 22 luglio 1849. Le elezioni si effettuarono a scrutinio uninominale a suffragio ristretto, secondo la legge in vigore (n. 680 del 17 marzo 1848). I collegi elettorali, in seguito alla perdita del Ducato di Parma e Piacenza, da 222 si ridussero a 204. Gli elettori chiamati alle urne furono 84 731 (l'1,90% della popolazione residente) e i votanti (al primo scrutinio) 43 845 (il 51,70% degli aventi diritto).
La legislatura, aperta in Torino il 30 luglio 1849, durò tre mesi e ventidue giorni. Fu dichiarata chiusa con il r.d. n. 963 del 20 novembre.

## Governi
Governi formati dai Presidenti del Consiglio dei ministri su incarico reale.
1. Governo de Launay (27 marzo 1849 - 7 maggio 1849), presidente Claudio Gabriele de Launay
2. Governo d'Azeglio I (7 maggio 1849 - 21 maggio 1852), presidente Massimo Taparelli, marchese d'Azeglio

## Parlamento Subalpino

### Camera dei Deputati
- Presidente
  - Lorenzo Pareto, nominato il 13 agosto 1849 (77 voti su 126)
- Vicepresidenti
  - Benedetto Bunico, nominato il 13 agosto 1849 (83 voti su 126)
  - Agostino Depretis, nominato il 13 agosto 1849 (71 voti su 126)

Nella legislatura la Camera dei Deputati tenne 87 sedute.

### Senato del Regno
- Presidente
  - Giuseppe Manno, nominato con regio decreto del 27 luglio 1849
- Vicepresidenti
  - Cesare Alfieri di Sostegno, nominato con regio decreto del 27 luglio 1849
  - Giacomo Plezza, nominato con regio decreto del 27 luglio 1849

Nella legislatura il Senato tenne 36 sedute.

### Atti parlamentari
- Seconda sessione del 1849. Documenti parlamentari, Torino, 1860.
- Seconda sessione del 1849. Discussioni della Camera dei Deputati, Torino, 1862.
- Seconda sessione del 1849. Discussioni del Senato del Regno, Torino, 1862.